# Wissenschaftsplattform Klimaschutz
Die Wissenschaftsplattform Klimaschutz (WPKS) ist ein von der Bundesregierung im Juni 2019 eingerichtetes Expertengremium. Ihre Aufgaben sind im Klimaschutzplan 2050 sowie im Bundes-Klimaschutzgesetz beschrieben.

## Aufgaben
Die Wissenschaftsplattform Klimaschutz hat die Aufgabe, wissenschaftliche Expertisen für die Überprüfung und Fortschreibung des Klimaschutzplans 2050 der Bundesregierung zu erarbeiten. Die Expertise der Mitglieder dieser Wissenschaftsplattform geht zudem in die Überarbeitung der Maßnahmenprogramme zum Klimaschutz ein, wie sie beispielsweise im Klimaschutzprogramm 2030 festgelegt sind. Hierzu soll das Gremium unabhängig und themenfrei klimaschutzrelevante Fragestellungen bewerten und somit Orientierungs- und Entscheidungswissen generieren. Gesteuert wird die Plattform von einem Lenkungskreis, der in seinen Aufgaben von einer Geschäftsstelle unterstützt wird.

## Zusammensetzung
Der Lenkungskreis der Wissenschaftsplattform Klimaschutz ist mit acht Wissenschaftlerinnen und Wissenschaftlern aus sieben Forschungseinrichtungen besetzt, die im Juni 2019 von Bundesforschungsministerin Anja Karliczek und Bundesumweltministerin Svenja Schulze anlässlich der konstituierenden Sitzung berufen wurden.

### Lenkungskreis
- Timo Busch, Professor für Betriebswirtschaftslehre an der Universität Hamburg
- Ottmar Edenhofer (Co-Vorsitzender), Direktor des Potsdam-Instituts für Klimafolgenforschung (PIK) und Professor für die Ökonomie des Klimawandels an der Technischen Universität Berlin
- Anita Engels, Professorin für Soziologie an der Universität Hamburg
- Holger Hanselka (Stellvertretender Vorsitzender), Präsident des Karlsruher Instituts für Technologie (KIT) und Professor
- Felix Christian Matthes, Forschungskoordinator Energie und Klimaschutz am Öko-Institut e. V.
- Karen Pittel (stellvertretende Vorsitzende), Leiterin des Zentrums für Energie, Klima und Ressourcen am ifo Institut, München, und Professorin
- Ortwin Renn, Wissenschaftlicher Direktor am Institut für Transformative Nachhaltigkeitsforschung (IASS), Potsdam, und Professor
- Sabine Schlacke (Co-Vorsitzende), Inhaberin des Lehrstuhls für Öffentliches Recht, Schwerpunkt Verwaltungs- und Umweltrecht, und geschäftsführende Direktorin des Instituts für Energie-, Umwelt- und Seerecht (IfEUS) der Universität Greifswald

### Mitgliedseinrichtungen
- Fakultät für Wirtschafts- und Sozialwissenschaften der Universität Hamburg
- Institut für Transformative Nachhaltigkeitsforschung (IASS) in Potsdam: Institute for Advanced Sustainability Studies
- Karlsruher Institut für Technologie (KIT)
- Lehrstuhl für Öffentliches Recht, Universität Greifswald
- Öko-Institut
- Potsdam-Institut für Klimafolgenforschung (PIK)
- Zentrum für Energie, Klima und Ressourcen am ifo Institut für Wirtschaftsforschung in München

## Ziele
In Folge des Übereinkommens von Paris hat die Bundesregierung mit dem Klimaschutzplan 2050 ihre Langfriststrategie zum Klimaschutz vorgelegt. Der Klimaschutzplan enthält sektorale Leitbilder für das Jahr 2050 sowie strategische, im Klimaschutzprogramm der Bundesregierung dargelegte Maßnahmen bezogen auf das Jahr 2030. Dafür hat die Bundesregierung das Ziel zur Minderung der Treibhausgasemissionen bis 2030 um mindestens 55 Prozent gegenüber 1990 erstmals auf die emissionsrelevanten Sektoren
- Energie,
- Gebäude,
- Verkehr,
- Industrie und
- Landwirtschaft

heruntergebrochen und konkrete Sektorziele beschlossen.
Damit soll ein Pfad für eine weitreichende Transformation von Wirtschaft und Gesellschaft im Sinne des Paris-Abkommens und der europäischen Klimaschutzziele aufgezeigt werden. Ziel ist die Umsetzung und Weiterentwicklung des Klimaschutzprogramms 2030 und des Klimaschutzplans 2050, die als sogenanntes Klimaschutzpaket vom Klimakabinett geschaffen wurde.
Um die Ziele der Klimaschutzmaßnahmen für die einzelnen Sektoren erreichen zu können, wird es als notwendig angesehen, neueste wissenschaftlichen Erkenntnisse, sowie technologische und soziale Innovationen einzubeziehen. Ebenso sind unabhängige, wissenschaftsbasierte Einschätzungen über Folgen und Wirksamkeit von Klimaschutzmaßnahmen zu berücksichtigen. Vor diesem Hintergrund hat die Bundesregierung im Klimaschutzplan 2050 beschlossen, einen wissenschaftlichen Begleitprozess mit einer Wissenschaftsplattform Klimaschutz einzurichten.
Die Wissenschaftsplattform Klimaschutz ist Teil dieses lernenden Prozesses des systemischen Wandels. Sie wird Themen bewerten, die für den Klimaschutz relevant sind und Entscheidungswissen liefern, mit dem der Klimaschutzplan 2050 und Maßnahmenprogramme wie das Klimaschutzprogramm 2030 überprüft und weiterentwickelt werden können.
Die Mitgliedseinrichtungen der Wissenschaftsplattform Klimaschutz wirken interdisziplinär zusammen und tauschen sich mit Wissenschaft, Gesellschaft und Politik aus. Die Wissenschaftsplattform Klimaschutz bedient sich dabei Fachleuten aus den Natur- und Ingenieurwissenschaften sowie den Sozial-, Rechts- und Wirtschaftswissenschaften.

## Hintergrund
Die Wissenschaftsplattform Klimaschutz wird sowohl im Bundes-Klimaschutzgesetz genannt als auch in seinen Aufgaben im Klimaschutzplan 2050 und im Klimaschutzprogramm 2030 beschrieben. Demnach konsultiert die Bundesregierung die Wissenschaftsplattform Klimaschutz bei der Fortschreibung ihrer Klimaschutzplanungen.
Die Bundesregierung beschloss mit dem Klimaschutzplan 2050 im Jahr 2016 die Einrichtung der Wissenschaftsplattform Klimaschutz. Das Klimaschutzprogramm 2030 beschreibt die Aufgaben der Wissenschaftsplattform Klimaschutz näher. Das Bundes-Klimaschutzgesetz bestimmt, dass die Bundesregierung bei der Erarbeitung von Klimaschutzprogrammen neben Ländern, Kommunen, Wirtschafts- und zivilgesellschaftlichen Verbänden auch die Wissenschaftsplattform Klimaschutz und wissenschaftliche Begleitgremien der Bundesregierung mit einbeziehen muss.